# Sergio Barreto
Sergio Damián Barreto (Clorinda, 20 aprile 1999) è un calciatore argentino, difensore del Pachuca.

## Caratteristiche tecniche
È un difensore centrale.

## Carriera
Cresciuto nel settore giovanile dell'Independiente, ha esordito in prima squadra il 10 dicembre 2017 disputando l'incontro di Superliga vinto 2-1 contro l'Arsenal Sarandí.

## Statistiche
Statistiche aggiornate al 14 febbraio 2020.

### Presenze e reti nei club
| Stagione        | Squadra         | Campionato      | Campionato | Campionato | Coppe nazionali | Coppe nazionali | Coppe nazionali | Coppe continentali | Coppe continentali | Coppe continentali | Altre coppe | Altre coppe | Altre coppe | Totale | Totale | Totale |
| Stagione        | Squadra         | Comp            | Pres       | Reti       | Comp            | Pres            | Reti            | Comp               | Pres               | Reti               | Comp        | Pres        | Reti        | Pres   | Reti   |        |
| --------------- | --------------- | --------------- | ---------- | ---------- | --------------- | --------------- | --------------- | ------------------ | ------------------ | ------------------ | ----------- | ----------- | ----------- | ------ | ------ | ------ |
| 2017-2018       | Independiente   | PD              | 1          | 0          | CA              | 0               | 0               | CL                 | 0                  | 0                  |             | -           | -           | 1      | 0      |        |
| 2018-2019       | Independiente   | PD              | 1          | 0          | CA              | 0               | 0               | CS                 | 0                  | 0                  |             | -           | -           | 1      | 0      |        |
| 2019-2020       | Independiente   | PD              | 3          | 0          | CA              | 0               | 0               | CS                 | 0                  | 0                  |             | -           | -           | 3      | 0      |        |
| Totale carriera | Totale carriera | Totale carriera | 5          | 0          |                 | 0               | 0               |                    | 0                  | 0                  |             | -           | -           | 5      | 0      |        |

## Palmarès
- CONCACAF Champions League: 1

Pachuca: 2024
- Coppa Intercontinentale FIFA - Derby delle Americhe: 1

Pachuca: 2024
- Coppa Intercontinentale FIFA - Challenger Cup: 1

Pachuca: 2024